# アマロ神父の罪
『アマロ神父の罪』(アマロしんぷのつみ、El crimen del padre Amaro)は2002年に公開されたメキシコ映画。原作はエッサ・デ・ケイロスの小説。
カトリック教会を舞台として戒律に背いた青年神父の信徒との愛と中年神父のマフィアとの関係を描いたカルロス・カレラ監督作品。
その描写から冒涜を目的とした作品と看做され、メキシコ本土をはじめ米国でも暴動が起こった。

## 主演
| 役名         | 俳優                           | 日本語吹替 |
| ------------ | ------------------------------ | ---------- |
| アマロ神父   | ガエル・ガルシア・ベルナル     | 竹若拓磨   |
| アメリア     | アナ・クラウディア・タランコン | 園崎未恵   |
| ベニト神父   | サンチョ・グラシア             | 麦人       |
| サンファネラ | アンヘリカ・アラゴン           | 藤生聖子   |
| ナタリオ神父 | ダミアン・アルカザール         |            |
| ディオニシア | ルイサ・ウエルタス             |            |